# Östlig lökgroda
Östlig lökgroda (Pelobates syriacus) är en art i familjen lökgrodor (Pelobatidae) som tillhör ordningen stjärtlösa groddjur. 
En underart som ursprungligen upptäcktes i Syrien kallas även för syrisk lökgroda.

## Utseende
Den östliga lökgrodan är en robust groda med tämligen stort huvud, vertikal pupill och utan synlig trumhinna. Hanarna saknar strupsäckar. Färgen är gulaktig till grå med mörkgröna fläckar och ljus, omönstrad undersida. Grodan kan bli upp till 10 cm lång. 

## Utbredning
Grodan finns på Balkan österut till Svarta havet, i Turkiet, norra Irak, i Iran längs Kaspiska havet, norra Syrien, norra Israel, Palestina och Kaukasus.

## Vanor
Grodan återfinns i bergiga skogsmarker, stepper och halvöknar upp till 2 000 m, ofta långt från vatten. Den gräver gärna ner sig under dagen, speciellt vid hög lufttemperatur, och kan även använda gamla gnagarbon eller håligheter under stenar.
Den lever av blötdjur, mångfotingar, spindlar och gräshoppor, som den fångar på land.
Grodan är nattaktiv och vanligtvis solitär.  
Den övervintrar i december till januari, då den gräver ner sig i lövförna, jord eller under klippor och trädrötter. Under den hetaste tiden på året, juli till augusti, kan den också vara inaktiv.

## Fortplantning
Den östliga lökgrodan leker i februari till maj, då honan lägger mellan 5 500 och 6 500 ägg, virade kring vattenväxter i stillastående vatten.
Ynglen lever av alger och döda växtdelar.